# Xysticus kochi
Xysticus kochi es una especie de araña cangrejo del género Xysticus, familia Thomisidae. Fue descrita científicamente por Thorell en 1872.

## Distribución geográfica
Habita en Europa, desde el Mediterráneo a Asia Central.